# Виноградов, Борис Степанович
Борис Степанович Виноградов (25 марта [6 апреля] 1891, Вольск, — 10 июля 1958, Ленинград) — советский териолог, заведующий кафедрой позвоночных ЛГУ, отделом наземных позвоночных Зоологического института АН СССР, основатель Ленинградской школы териологии.

## Биография
Окончил естествоведческое отделение Харьковского университета в 1918 году. С 1921 года и до самой смерти работал в Зоологическом институте АН СССР, с 1934 года заведовал отделом наземных позвоночных этого института. С 1932 по 1953 год преподавал в Ленинградском государственном университете, где с 1945 года заведовал кафедрой зоологии. Основатель Ленинградской школы териологов. В 1934 году стал доктором биологических наук, а в 1939 году профессором Ленинградского университета. Он считался специалистом в области морфологии, сравнительной анатомии, палеонтологии, экологии и зоогеографии грызунов. Учёный умер 10 июля 1958 года в Ленинграде, похоронен на Серафимовском кладбище.

## Награды
- орден Ленина
- орден Красной Звезды (10.06.1945)

## Сочинения
- On the mechanism of gnawing and mastication in some fossorial rodents, «Ежегодник Зоологического музея АН СССР», 1926, т. 27;
- Тушканчики, М. — Л., 1937 (Фауна СССР, Новая серия, № 13, Млекопитающие, т. 3;
- К вопросу о морфологической дивергенции у близких форм млекопитающих, «Тр. Зоологического института АН СССР», 1946, т. 8, в. 1;
- Грызуны фауны СССР, М. — Л., 1952 (совместно с И. М. Громовым).
- Звери Таджикистана, их жизнь и значение для человека / Б. С. Виноградов, Е. Н. Павловский, К. К. Флёров ; Под ред. проф. Е. Н. Павловского. (в соавт., 1935, М.-Л. Труды Таджикской базы АН СССР, Т.1).